# Kashii (croiseur)
Le Kashii (香椎 練習巡洋艦, Kashii renshūjunyōkan) était un croiseur léger de classe Katori en service dans la Marine impériale japonaise. Baptisé du nom du sanctuaire shinto Kashii, situé dans la préfecture de Fukuoka, il a été coulé le 12 janvier 1945, lors du raid de la mer de Chine méridionale.

## Historique

### Début de carrière

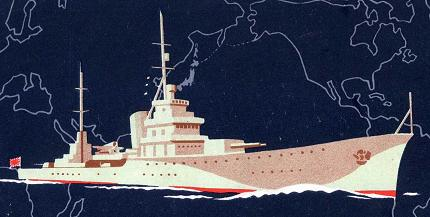
Dessin représentant le Kashii.

Construit par la société Mitsubishi aux chantiers navals de Yokohama, il est lancé en février 1941 et mis en service en octobre 1941.
Le 31 juillet 1941, il est attribué à la flotte Expéditionnaire du Sud du Vice-amiral Jisaburo Ozawa. Le 18 octobre 1941, le croiseur devient navire amiral de la flotte en fonction à Saigon, en Indochine française. Un mois plus tard, il est transféré à Hainan et le Vice-amiral Ozawa transfère son pavillon à bord du croiseur Chōkai.
Le 5 décembre 1941, le Kashii quitte Cap St. Jacques (Indochine française), escortant sept transports de troupes transportant le 143e régiment d'infanterie de l'Armée impériale japonaise vers l'isthme de Kra (Thaïlande) et la Malaisie britannique. Au moment de l'attaque sur Pearl Harbor, le croiseur était en transit.

### Début de la guerre du Pacifique
Après les premiers débarquements en Malaisie et en Thaïlande, le Kashii retourne à la baie de Cam Ranh (Indochine) le 13 décembre 1941, escortant le Second convoi de Malaisie (composé de 39 transports), qu'il accompagne à divers endroits le long de la côte orientale de la Thaïlande et de la Malaisie. Il escorte également le Troisième convoi de Malaisie les 26 et 28 décembre 1941. Le 3 janvier 1942, le Kashii secourt des hommes du transport de troupes Meiko Maru qui avait explosé au large de Hainan.
De janvier à mars, le Kashii patrouille dans les zones de Singapour, de Bangkok et des Indes orientales néerlandaises. Le 11 février 1942, il escorte 11 transports des forces d'invasions de Bangka-Palembang-Sumatra, et le 12 mars 1942, participe à l'opération "T" (invasion du nord de Sumatra).
Le Kashii devient navire amiral de la 2e Unité d'Escorte le 19 mars 1942, escortant 32 transports composé de la 56e division pour l'invasion de la Birmanie. Il appareille de Singapour le 2 avril 1942, escortant un convoi de 46 transports de troupes de la 18e division d'infanterie, accompagné des destroyers Shikinami et Hatakaze. Le convoi arrive à Penang le 4 avril.
Durant l'été 1942, le Kashii patrouille dans l'est de l'océan Indien, au large de la Birmanie, des îles Andaman et de Penang en septembre.
Le 21 septembre 1942, le Kashii quitte Saigon pour une mission de transport d'urgence pour envoyer des renforts dans les îles Salomon. Le Kashii est équipé d'une fausse cheminée pour tenter d'imiter un croiseur lourd américain. La mission est réussi, les renforts sont débarqués à Rabaul, en Nouvelle-Bretagne, le 8 octobre 1942. Il retourne à Singapour sans incident, tout en reprenant ses patrouilles dans l'océan Indien jusqu'à la fin du mois de juillet 1943.
Il appareille de Singapour le 17 août 1943 en escorte le cargo Heito Maru. Arrivé à Belawan le 19 août, des fournitures sont embarquées à bord du cargo et des troupes à bord du croiseur. Le lendemain, le croiseur reprend la mer et il atteint île Car Nicobar le 22 août. Le 23 août, alors que les opérations de déchargement se poursuivent, une attaque aérienne menée par deux B-24 de l'USAAF intervient. L'Heito Maru est frappé par des bombes et coule. Le 29 août, au large de Pulo Weh, le Kashii est attaqué sans succès lors de son transit vers Sabang, par le sous-marin de la Royal Navy HMS Trident. Entre septembre et novembre 1943, le croiseur transporte des troupes et de l'approvisionnement vers les îles Andaman.
Le 31 décembre 1943, il est réaffectée à la division de formation de Kure. Il arrive à Etajima en février 1944, après une rénovation à Sasebo, en tant que navire de formation pour l'Académie navale impériale du Japon. Il sera navire-école que très peu de temps.
En mars-avril 1944, le Kashii est modifié à l'arsenal naval de Kure, où son tube lance-torpilles est remplacé par deux tourelles doubles de 12,7 cm/40 Type 89, 4 canons triples de 25 mm Type 96 (portant le nombre total à 20 canons), un radar de recherche type 21, des hydrophones et un sonar sont ajoutés. Des appareils de communication ont également été installés. Ses compartiments arrière sont modifiés, pouvant dorénavant embarquer jusqu'à 300 charges de profondeur, avec quatre lanceurs sur deux rails installés sur le gaillard arrière. Les modifications s’achèvent le 29 avril 1944.

### Dernières phases de la guerre du Pacifique
Le Kashii devient navire amiral de la 1re division d'escorte de surface du Contre-amiral Mitsuharu Matsuyama, le 3 mai 1944. Le croiseur quitte Moji le 29 mai 1944 en escortant un convoi pour Singapour. Le 2 juin, le sous-marin USS Guitarro (en) repère le convoi à l'est de Taiwan et coule la corvette Awaji. Le même jour, l'USS Picuda lance 2 torpilles sur l'Arimasan Maru, qui voulant les éviter percute l'arrière de Shinshu Maru. Cela provoque l'explosion de grenades, tuant 70 marins et une avarie de gouvernail. Le Kashii prend en remorque le Shinshu Maru et avec l'Arimasan Maru, légèrement avarié, rallie Takao. Le Kashii rejoint le convoi qui arrive, sans autre incident, à Singapour le 12 juin à 13 h 50.
Il appareille de Singapour le 17 juin à 04 h 00, escorte le convoi rapide HI-66, composé du pétrolier Omurosan Maru, des transports de troupes Awa Maru, Hokkai Maru, Sanuki Maru. Il est accompagné de la corvette kaibokan Chiburi et des patrouilleurs CD-7 et CD-11. Afin de limiter le péril sous-marin, le convoi longe au plus près la côte orientale du continent asiatique, à grande vitesse, et cela lui réussit puisqu'il arrive, sain et sauf, à Moji le 26 juin à 13 h 00.
Il entre en carénage à Kure le 28 juin 1944, où des canons de Type 96 sont ajoutés, portant le total à 30 canons. Un radar de recherche de surface type 22 est également équipé.
Le Kashii reprend la mer le 13 juillet 1944 à 11 h 00 avec le convoi HI-69, qui comprend les porte-avions Kaiyo et Taiyo, chargés d'avions à destination de Luçon, les pétroliers Hakko Maru, Harima Maru, Koei Maru, SS Kuroshio Maru (en), Omurosan Maru, Otowasan Maru, Seria Maru, Tenei Maru, les transports de troupes Aki Maru, SS Kachidoki Maru, Kimikawa Maru, Manju Maru, Manko Maru et Saigon Maru. Il est accompagné du porte-avions d'escorte Shinyo, des corvettes kaibokan Chiburi et Sado, des patrouilleurs CD-7 et CD-17. Le 18 juillet à 06 h 00, près de Takao, le convoi est attaqué par une wolfpack comprenant les sous-marins USS Rock (en), USS Sawfish et USS Tilefish (en). Le Rock tire quatre torpilles sur l'Harima Maru qui le manquent. Le Sawfish tire neuf torpilles sur le convoi : l'Harima Maru est touché par une torpille mais peut maintenir sa place. Vers 11 h 00, le Tilefish torpille le patrouilleur CD-17 qui rallie Takao en compagnie du Harima Maru. Le convoi HI-69 continue sa route vers Manille sans s'arrêter à Takao, comme initialement prévu. Le convoi arrive à Manille le 20 juillet à 21 h 00.
Le 4 août 1944 à 16 h 30, le croiseur prend la mer avec le convoi HI-70, composé des pétroliers Hakko Maru, Kuroshio Maru, Manju Maru, Omurosan Maru, Seria Maru et Otowasan Maru, des cargos Arimasan Maru et Kinugasa Maru. Il est accompagné du porte-avions Shinyo, du destroyer Shimotsuki, des corvettes kaibokan Chiburi et Sado, des patrouilleurs CD-13, CD-19. Le 12 août, les avions du Shinyo bombardent un sous-marin suspect. Les Sado et CD-13 larguent des charges de profondeur au point de détection et revendiquent la perte du sous-marin. Le Sado, resté sur zone fort longtemps, est détaché du convoi et rallie Keelung. Le convoi arrive à Moji sans encombre le 15 août.
Le 25 août 1944, le croiseur escorte le convoi rapide HI-73, composé des pétroliers Amato Maru, Fujisan Maru, Hakko Maru, Kuroshio Maru, Omurosan Maru, Otowasan Maru, Taiho Maru et Toa Maru no 2, du navire-entrepôt Irako, du navire de débarquement Kibitsu, des transports d'hydravions Kagu Maru et Sanuki Maru, du croiseur marchand armé Gokoku Maru. Il est accompagné du porte-avions Unyo, de la corvette kaibokan Chiburi et des patrouilleurs CD-13, CD-19, CD-21 et CD-27. Plus tard, dans la journée, le convoi est rejoint par les transports Arabia Maru, Kokuryu Maru et Mizuho Maru. Le convoi passe à Takao le 29 août puis repart. Le 30, au large de Saei, les Gokoku Maru, Kagu Maru et Kibitsu Maru sont détachés et font route vers Manille. Le 1er septembre, en fin d'après-midi, un bombardier Kate de l'Unyo surprend l'USS Tunny, qui plonge en catastrophe mais reçoit deux charges de profondeur de 60 kg. Les avaries le contraignent à rentrer à Pearl Harbor. Le convoi HI-73 arrive à Singapour le 7 septembre à 09 h 54.
Le Kashii et son convoi (HI-74) quittent Singapour le 13 septembre 1944. Le convoi est composé des pétroliers Azusa Maru, Hakko Maru, Harima Maru, Omuroyama Maru, Otowasan Maru et Otowayama Maru. Il est accompagné du porte-avions Unyo, de la corvette kaibokan Chiburi et des patrouilleurs CD-13, CD-19, CD-21 et CD-27. Le 16 septembre à 22 h 31, l'Otowayama Maru est touché par une torpille lancée par l'USS Queenfish. À 23 h 34, Eugene B. Fluckey (en), commandant de l'USS Barb (en), lance une gerbe de 6 torpilles sur le convoi. L'Azusa Maru est frappé à tribord et coule sans laisser de survivants. Le lendemain 17 septembre à 00 h 40, Fluckey récidive et atteint l'Unyo de 2 torpilles. Le porte-avions coule à 07 h 55. Le convoi arrive à destination le 25 septembre.
Il appareille de Singapour le 17 novembre 1944, escortant le convoi HI-80, composé des pétroliers Kaiho Maru, Kuroshio Maru, Matsushima Maru, Munakata Maru, Nichinan Maru, Ryoei Maru et Tenei Maru, du cargo Arimasan Maru. Sous les ordres du Contre-amiral Yoshitomi Etuzo, il conduit le groupe de protection ASM composé des corvettes kaibokan Kasado, Manju, Miyake, Nomi et Ukuru, du mouilleur de mines Niizaki et des patrouilleurs CD-17, CD-23 et CD-51. Le 20 novembre à 12 h 40, le CD-17 est détaché pour Saigon. Le 27 novembre à 09 h 30, les Ryoei Maru et Arimasan Maru sont détachés pour Takao, escortés par le Niizaki. L'HI-80 arrive à Sasebo le 4 décembre.
Le 10 décembre 1944, le Kashii est réaffectée dans le 1re groupe d'escorte de surface, rejoignant Takao avec un convoi de transport de l'Armée. Il reprend la mer quelques jours après en escortant un nouveau convoi pour Singapour. Le convoi est attaqué par des bombardiers B-25 Mitchell de l'United States Army Air Forces, au large de Hainan le 25 décembre 1944, mais parvient à s'échapper avec peu de dommages.

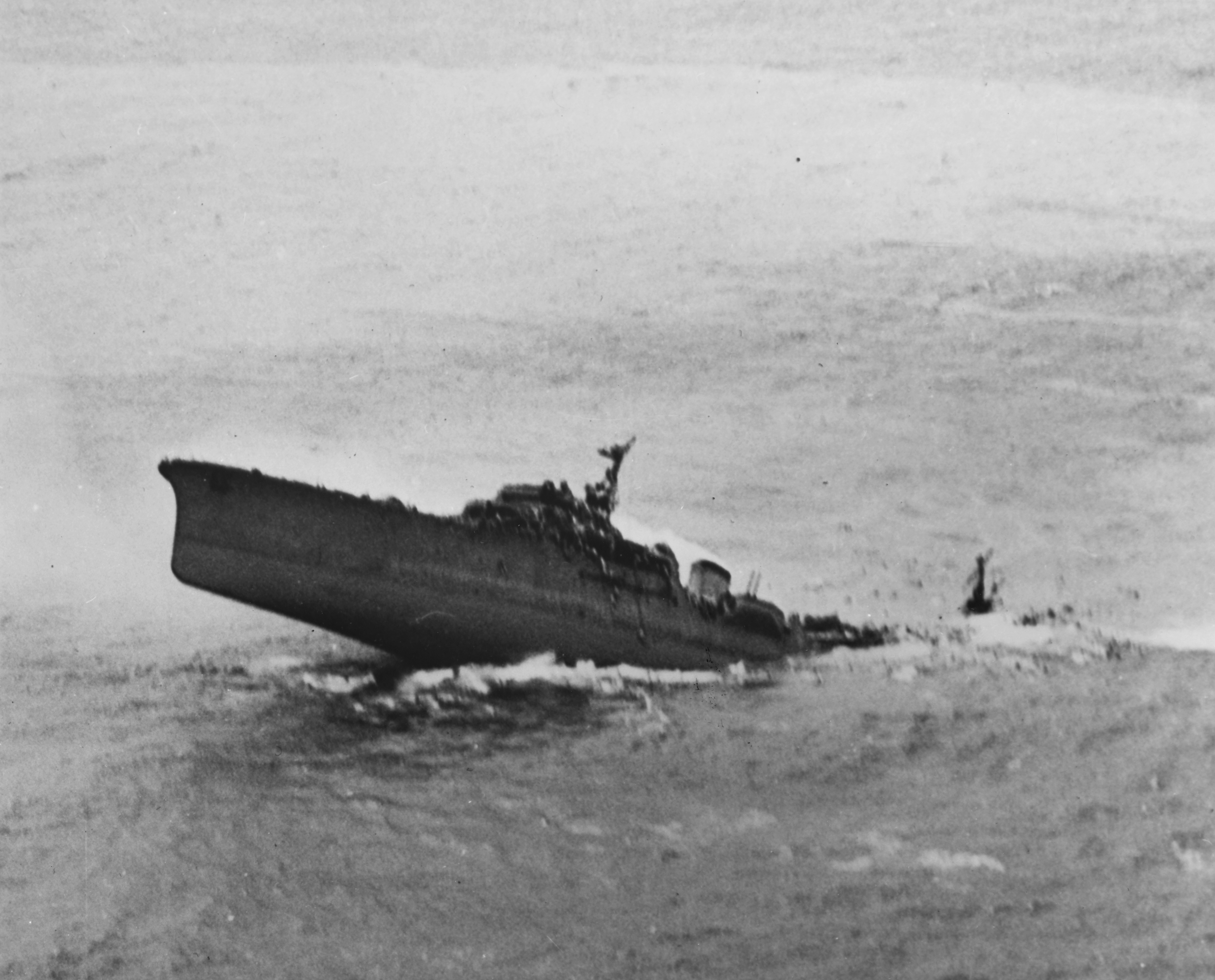
Naufrage du Kashii le 12 janvier 1945.

Le croiseur appareille de Singapour le 30 décembre 1944 pour son ultime voyage. Il escorte le convoi HI-86 se composant d'une dizaine de navires (4 tankers et 6 navires de charge) et le 101e groupe d'Escorte composé de cinq frégates CD kaibokan.
Le 12 janvier 1945, peu de temps après avoir quitté Quy Nhơn (Indochine), le convoi est attaqué (raid de la mer de Chine méridionale) par des bombardiers de l'US Task Force 38, comprenant les porte-avions Lexington, Hornet, Hancock, Essex, Ticonderoga, Langley et San Jacinto. Le Kashii est frappé une première fois par une torpille d'un Grumman TBF Avenger au milieu à tribord, puis par deux bombes d'un Curtiss SB2C Helldiver à l'arrière. Le Kashii coule par l'arrière à la position géographique 13° 50′ N, 109° 20′ E. 621 hommes décèdent dans le naufrage, seuls 19 seront sauvés.
Le Kashii est rayé des listes de la marine le 20 mars 1945.